# Andorinha-do-rio-africana
A andorinha-do-rio-africana (Pseudochelidon eurystomina) é uma ave da ordem Passeriforme, da família Hirundinidae. É uma das duas espécies de andorinhas do rio da sub-família Pseudochelidoninae. Reproduz-se ao longo do rio Congo, e também no rio Ubangi, apesar de serem capturadas em grande número pelas populações locais para consumo. É uma ave migratória, que passa o Inverno na savana do sul do Gabão. Descobriu-se recentemente que também se reproduz nessa área.

## Morfisiologia
A andorinha-do-rio adulta tem cerca de 14 cm de comprimento. É quase completamente preta, com alguns traços azul-esverdeados ao longo do corpo, e claramente verde na parte de trás. Tem os olhos vermelhos e o bico laranja. O rabo curto tem uma forma quadrado no fim. Ambos sexos são similares, mas os jovens são mais acastanhados.
É uma espécie bastante vocal ao migrar.

## Comportamento, alimentação e reprodução
O habitat desta andorinha são os rios com florestas à volta e partes com areia onde se podem reproduzir. A época de reprodução é entre Dezembro e Abril. As andorinhas-do-rio-africanas vivem em grandes colónias, podendo chegar às 800 aves por colónia. Cada par escava um túnel de 1-2m de comprimento na areia, em que no final do túnel leva folhas e ramos pequenos que servem de ninho para os 2-4 ovos que a fêmea coloca. A alimentação destas aves é à base de insectos que capturam ao longo do rio.

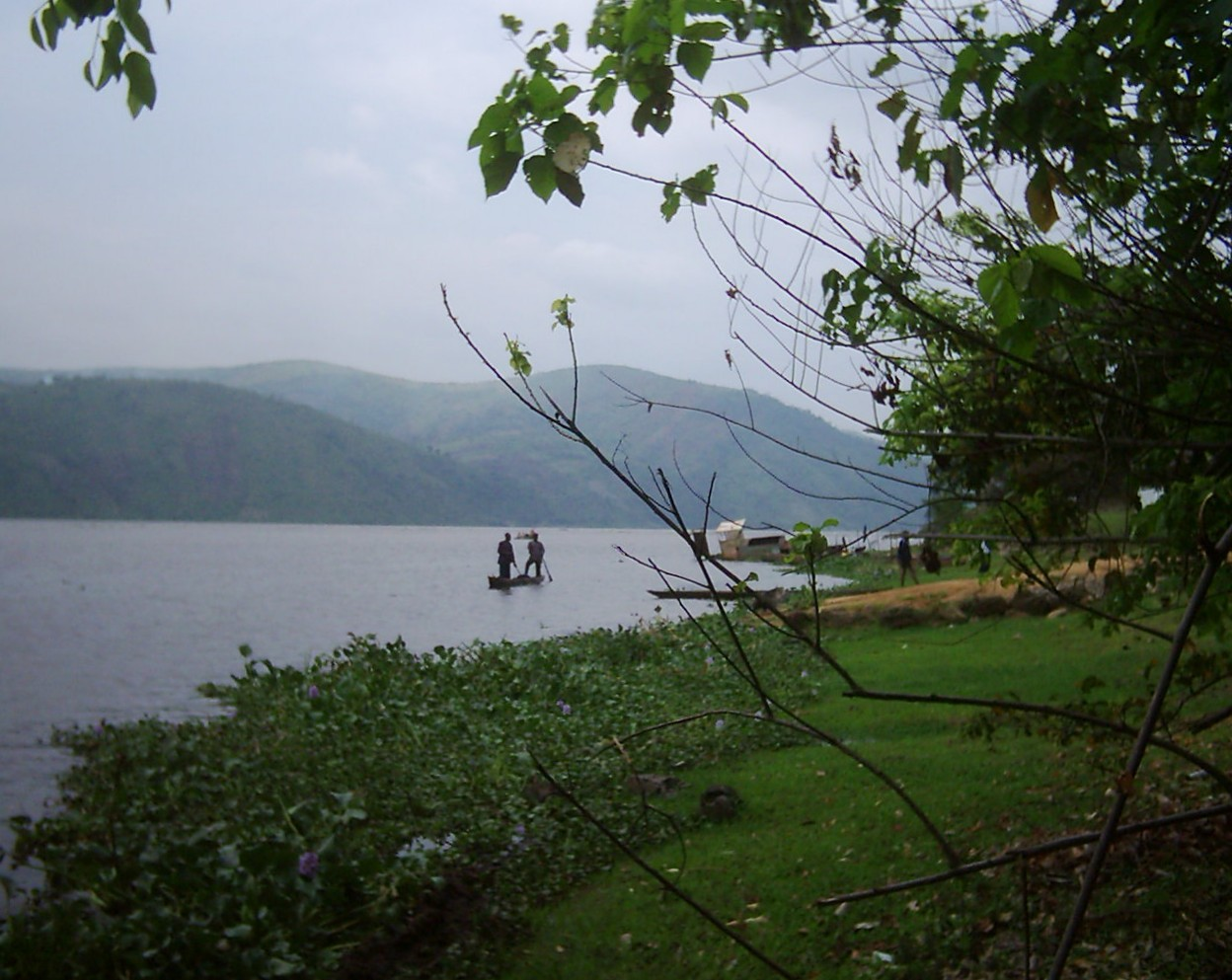
Rio Congo

## Distribuição, conservação e habitat
A andorinha-do-rio-africana reproduz-se ao longo do rio Congo, e também no rio Ubangi, nas partes onde existem florestas e areia, onde podem fazer os seus ninhos. O seu habitat principal, quando não se reproduzem, é na savana do sul do Gabão. O estado de conservação desta espécie não é conhecido. No final dos anos 80 parecia ser uma espécie comum, mas devido às populações locais as apanharem para consumo, crê-se que o número de aves tem vindo a diminuir.